# Jean Jacquart
Jean Jacquart, le 16 octobre 1928 né à Paris et mort le 24 décembre 1998 dans cette même ville, est un historien français, spécialiste de l'histoire rurale moderne.

## Biographie

### Jeunesse et formation

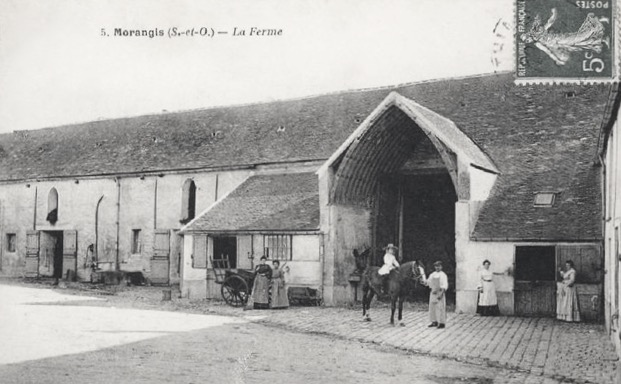
Morangis dans le Hurepoix (Essonne), la Ferme.

Issu d'un milieu modeste, Jean Jacquart est né rue Ferdinand-Duval (ancienne rue aux Juifs) dans le IVe arrondissement et a grandi dans ce quartier de Paris où, à l'époque, artisans et ouvriers étaient encore nombreux. Il fait de solides études. Après la Communale, il mène des études classiques aux lycées Charlemagne, Chaptal et Turgot.
Jean Jacquart est resté discret sur ses sentiments religieux. Converti à l'adolescence, il devient enfant de chœur du chanoine Louis Brochard, curé de l'église Saint-Gervais.
Pendant la Seconde Guerre mondiale, il passe des vacances au sud de Paris, à Morangis, dans les campagnes du Hurepoix. De là naquit sa passion pour la campagne au point d'en faire ultérieurement son objet d'étude.
En 1947, il entra à l'École normale supérieure de Saint-Cloud et en sort, agrégé d'histoire, en 1951.
Jean Jacquart meurt à l'Hôtel-Dieu à Paris, après une courte maladie et « une opération qui l'avait laissé sans illusions ».

### Carrière universitaire
Il fut assistant à l'université de Besançon puis à l'université de Clermont-Ferrand et devint maître de conférences à l'université de Picardie à Amiens.
Il a soutenu sa thèse en 1971, sous la direction de Roland Mousnier, sur l'histoire des campagnes du Hurepoix à l'époque moderne.
Il fut ensuite professeur d'histoire moderne à l'université Paris-1 Panthéon-Sorbonne (1976-1989), où il a notamment dirigé les thèses de Dominique Dinet, Nicole Lemaître, Jean-Marc Moriceau, Philippe Hamon et Christian Renoux.

### Membre de sociétés savantes
Il était président de la section moderne et contemporaine du Comité des travaux historiques et scientifiques (1981-1996), président de la Fédération des Sociétés historiques et archéologiques de Paris et d'Île-de-France (1972-1998), président d'honneur de la Société d'histoire et d'archéologie de l'arrondissement de Provins et membre de la Société historique et archéologique de l'Essonne et du Hurepoix.
Il a présidé l'Association des Anciens élèves de l'École normale supérieure de Saint-Cloud (1976-1993).
La salle de lecture des Archives départementales de l'Essonne porte son nom.

## Publications

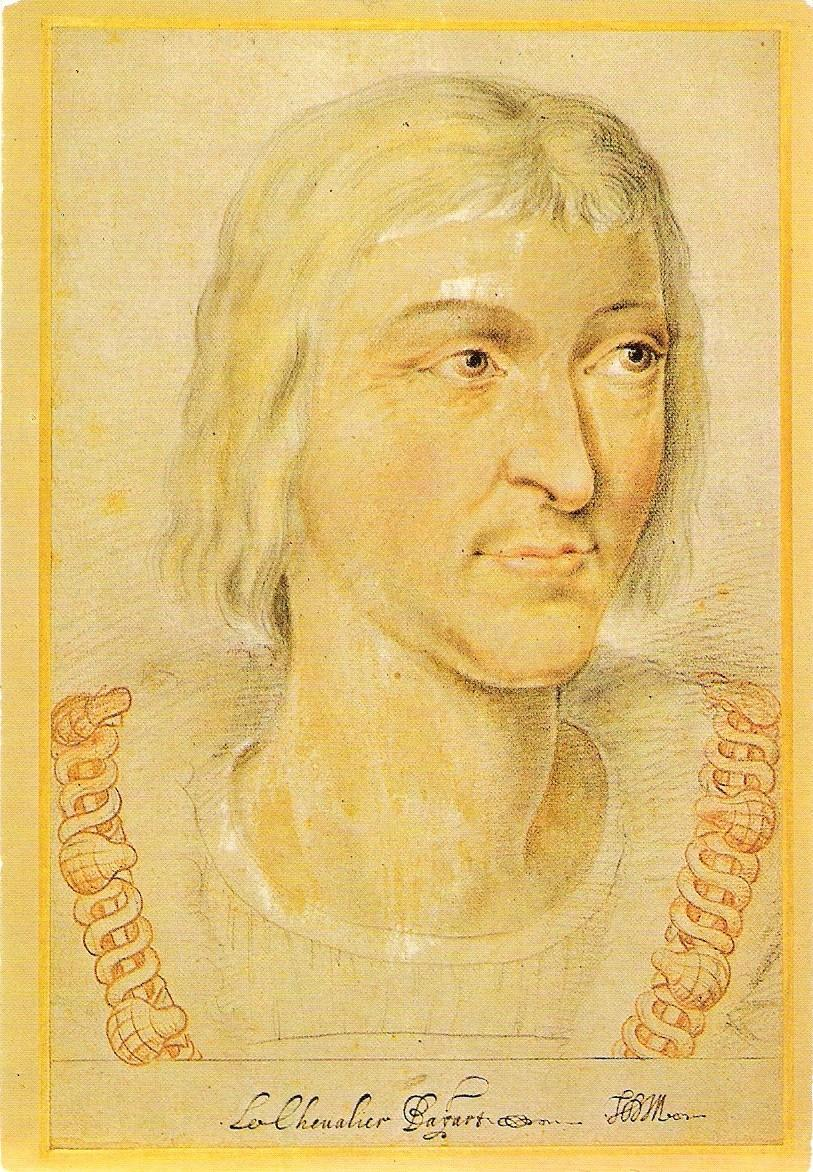
Bayard.

- J. Jacquart et Roland Mousnier (dir.), Société et vie rurales dans le sud de la région parisienne du milieu du XVIe siècle au milieu du XVIIe siècle, vol. 3 (Thèse académique), Paris, Université Paris-Sorbonne, 1971, XLVII, 1069, 27 cm (OCLC 490762200, SUDOC 052806413, présentation en ligne).
- en collaboration avec Bartolomé Bennassar, Le XVIe siècle, Paris, Colin, 1972.
- La crise rurale en Île-de-France 1550-1670, Paris, Armand Colin, 1974.
- A collaboré à L'Histoire de la France rurale, t. II, Paris, Seuil, 1975.
- A collaboré à L'Histoire économique et sociale du monde, t. II, Paris, 1978.
- François Ier, Paris, Fayard, 1994 (1re éd. 1981), 458 p. (ISBN 2-213-59232-2).
- Bayard, Paris, Fayard, 1987, 396 p. (ISBN 2-213-01920-7, présentation en ligne).
- Paris et l'Île-de-France au temps des paysans (XVIe – XVIIe siècle), Paris, Publications de la Sorbonne, coll. « Réimpressions » (no 5), 1989, 398 p. (ISBN 9782859441814, lire en ligne).
- Michel Balard, Jean-Claude Hervé, Nicole Lemaître [édit.], Paris et ses campagnes sous l'Ancien Régime. Mélanges offerts à Jean Jacquart, Paris, Publications de la Sorbonne, 1994.
- en collaboration La terre et les paysans en France et en Grande-Bretagne du début du XVIIe siècle à la fin du XVIIIe siècle, Paris, A. Colin, 1999.
- Journal. Carnets de jeunesse. Juin 1944/septembre 1966. Paris, Editions du Comité des travaux historiques et scientifiques. Hors collection, 2021. 654 pages. Introduction écrite par Philippe Hamon, Sylvie Le Clech, Nicole et Jean-Loup Lemaître, Claude Michaud.

## Prix
- 1975 : prix Toutain, de l'Académie française, pour La vie rurale en Île-de-France, 1550-1670[10].
- 1981 : prix Monseigneur Marcel, de l'Académie française, pour François 1er[10].
- 1988 : prix de l'Alpe, pour Bayard.